# Tramwaje w Concepción
Tramwaje w Concepción − zlikwidowany system komunikacji tramwajowej w Concepción w Chile, działający w latach 1886−1941.

## Historia
Pierwsze tramwaje na ulice Concepción wyjechały w 1886, były to tramwaje konne, które uruchomiła spółka Ferrocarril Urbano de Concepción. Rozstaw szyn wynosił 1435 mm. Do obsługi sieci zakupiono piętrowe tramwaje wyprodukowane przez John Stephenson. Sieć tramwajów konnych osiągnęła długość 16 km. W 1905 założono spółkę Compañía Eléctrica de Concepción, której zadaniem była budowa i eksploatacja linii tramwaju elektrycznego z Concepción do Talcahuano. W grudniu 1906 zamówiono 7 tramwajów w zakładach John Stephenson. 2 kwietnia 1907 zamówiono kolejne 12 tramwajów w firmie J. G. Brill. Otwarcie 15 km linii tramwajowej nastąpiło 4 lipca 1908. Linia zaczynała się przy Plaza Independencia w Concepción, a kończyła się przy dworcu kolejowym w Talcahuano. Oprócz linii podmiejskiej zbudowano także linie miejskie w Concepción i Talcahuano. W latach 1910−1914 zamówiono w J. G. Brill łącznie 41 tramwajów piętrowych. Sieć tramwajowa osiągnęła długość 37 km. Tramwaje poruszały się po torach o rozstawie szyn wynoszącym 1435 mm. W 1938 w mieście było 51 tramwajów, którymi przewieziono około 10 mln pasażerów. 24 stycznia 1939 sieć tramwajowa w dużym stopniu uległa zniszczeniu przez trzęsienie ziemi. Po kilku tygodniach wznowiono kursowanie tramwajów. Sieć tramwajową zamknięto 21 listopada 1941. 